# دیک ون دایک
ریچارد وین «دیک» ون دایک (به انگلیسی: Richard Wayne “Dick” Van Dyke) با نام هنری دیک ون دایک (به انگلیسی: Dick Van Dyke) (زادهٔ ۱۳ دسامبر ۱۹۲۵)، بازیگر، کمدین، نویسنده، کارگردان و تهیه‌کنندهٔ آمریکایی است که به مدت هشت دهه فعال بوده است. آثار او در پرده سینما و صحنه تئاتر گسترده است و جوایز او شامل شش جایزه امی، یک جایزه گرمی و یک جایزه تونی است. او در سال ۱۹۹۵ به تالار مشاهیر تلویزیون و در سال ۱۹۹۳ به پیاده‌روی مشاهیر هالیوود راه یافت. در سال ۲۰۱۳ با جایزه یک عمر دستاورد هنری انجمن بازیگران فیلم و در سال ۲۰۲۰ با جایزه مرکز کندی مورد تقدیر قرار گرفت و در سال ۱۹۹۸ به عنوان یک افسانه دیزنی شناخته شد.
در سال ۲۰۲۴، در سن ۹۸ سالگی، ون دایک جایزه بهترین بازیگر مهمان در یک سریال درام را در پنجاه و یکمین دوره جوایز امی روزانه برای بازی در سریال روزهای زندگی ما دریافت کرد و به مسن‌ترین فردی تبدیل شد که برنده جایزه امی روزانه شده و مسن‌ترین فردی است که نامزد دریافت این جایزه شده است.
خداحافظ بردی، مری پاپینز، چیتی چیتی بنگ بنگ و مجموعه‌های تلویزیونی نمایش دیک ون دایک و تشخیص جنایت از آثار به‌یادماندنی او به‌شمار می‌رود.

## آثار

### تئاتر
- ۱۹۵۹ - دختران در برابر پسران
- ۱۹۶۰–۱۹۶۱ - خداحافظ بردی
- ۱۹۸۰ - موزیسین
- ۲۰۰۶ - چیتا ریورا: زندگی یک رقاص (بازیگر مهمان)

### سینما
- ۱۹۶۳ - خداحافظ بردی
- ۱۹۶۴ - مری پاپینز
- ۱۹۶۵ - هنر عشق‌ورزیدن
- ۱۹۶۶ - ستوان رابین کروزو از نیروی دریایی آمریکا
- ۱۹۶۷ - طلاق به سبک آمریکایی
- ۱۹۶۷ - فیتزویلی
- ۱۹۶۸ - چیتی چیتی بنگ بنگ
- ۱۹۶۹ - کمدین
- ۱۹۷۱ - بوقلمون سرد
- ۱۹۷۶ - تابی توبا
- ۱۹۹۰ - دیک تریسی
- ۲۰۰۵ - بتمن: زمان تازه (انیمیشن)
- ۲۰۰۶ - جورج کنجکاو'' (انیمیشن)
- ۲۰۰۶ - شب در موزه
- ۲۰۱۳ - الکساندر و روز خیلی بد، بدون خوبی، وحشتناک و ناگوار
- ۲۰۱۴ - شب در موزه
- ۲۰۱۹ - دکمه‌ها

### تلویزیون
- ۱۹۵۵ - نمایش بامدادی
- ۱۹۶۱–۱۹۶۶ - نمایش دیک ون دایک
- ۱۹۷۰ - دیک ون دایک با بیل کازبی ملاقات می‌کند
- ۱۹۷۴ - ستوان کلمبو: عکس‌العمل منفی
- ۱۹۸۵ - صبحانه با لس و بس
- ۱۹۸۹ - دختران طلایی
- ۱۹۹۲ - خانهٔ خیابان سیکامور
- ۱۹۹۳–۲۰۰۱ - تشخیص جنایت
- ۲۰۰۰ - سابرینا جادوگر جوان
- ۲۰۰۲ - شهر بی‌ترحم
- ۲۰۰۶–۲۰۰۸ - جنایت ۱۰۱